# Гипопаратиреоз
Ги́попаратирео́з — патология, объединяющая ряд состояний, характеризующихся снижением некоторых или всех эффектов паратгормона, что сопровождается гипокальциемией.

## Этиология и патогенез
Этиология: хирургическое повреждение, инфекции, интоксикации.
Патогенез: недостаточное выделение паратгормона, что приводит к нарушениям кальциево-фосфорного гомеостаза (гипокальциемия, гипофосфатемия).

## Клиническая картина
Повышенная чувствительность ЦНС, судороги, смерть от тетании.

## Диагностика
Диагноз: Идиопатический гипопаратиреоз устанавливают методом исключения. Диагностические критерии: низкий уровень или отсутствие паратгормона1—84 в сыворотке крови на фоне гипокальциемии; гипофосфатемия; нормальный уровень магния.

## Дифференциальная диагностика
- Псевдогипопаратиреоз (нормальные уровни ПТГ, но нечувствительность тканей к гормону, связанная с умственной отсталостью и скелетными деформациями) и псевдогипопаратиреоидизм.

- Дефицит витамина D или наследственная нечувствительность к этому витамину (доминантная связь с Х).

- Расстройства всасывания

- Нефропатия

## Лечение
Лечение гипопаратиреоза заключается в купировании приступов тетании (см. гипокальциемический криз) и постоянной заместительной терапии (палопегтерипаратид). 
В межприступный период для профилактики тетании применяют препараты кальция и витамина D.